# Kujawskie Zakłady Przemysłu Owocowo-Warzywnego Włocławek
Kujawskie Zakłady Przemysłu Owocowo-Warzywnego Włocławek (KZPOW Włocławek) – przedsiębiorstwo zajmujące się przetwórstwem owocowo-warzywnym z siedzibą we Włocławku. W fabryce produkowane są głównie ketchupy i koncentraty pomidorowe. Od 2008 r. zakład produkuje również soki pomidorowe.